# Amenemhet VII
Amenemhet VII fou un faraó de la dinastia XIII d'Egipte.
El seu nom d'Horus fou Kherjteptaui (Horus el cap de les dues terres); el seu nom nebti fou Neterbau (Les dues senyores, divinitat del poder); el seu nom d'Horus d'or fou Aapehti (Falcó d'or gran en fortalesa); el seu nesut biti fou Sedjefakare; i el seu nom Sa Ra fou Amenemhet.
Era probablement fill de Kay al que va succeir i va governar uns tres anys.